# José del Valle
José del Valle (Santiago de Compostela, 26 de octubre de 1964) es un sociolingüista y filólogo español-estadounidense más conocido por sus aportes a la glotopolítica. Es profesor universitario en CUNY Graduate Center, el centro de estudios de posgrado de la universidad pública de la ciudad de Nueva York. En 2010 recibió el Premio Friedrich Wilhelm Bessel, de la Fundación Alexander von Humboldt, por su trabajo en investigación.   

## Trayectoria académica y profesional
Tras realizar sus estudios secundarios en el Instituto Eduardo Pondal, en el barrio de Conxo en su ciudad natal, estudió Filología Inglesa por la Universidad de Santiago de Compostela (1988). Hizo sus estudios de Maestría en Literatura y Lengua Española en SUNY Universidad de Búfalo (1990), y se doctoró en Lingüística Hispánica por la Universidad de Georgetown. 
Del Valle empezó a trabajar en el Graduate Center en 2002 como profesor de programa de doctorado en Lingüística y Estudios Latinoamericanos, Ibéricos y Latino-estadounidenses. Fue director de este último programa desde el 2011 hasta el 2017. En la actualidad es el coordinador del énfasis de sociolingüística. Ha sido profesor visitante en la Universidad de Virginia y en la Universidad de Princeton, y ha participado como profesor visitante en estancias cortas en numerosas universidades de América Latina y Europa.

## Una perspectiva política sobre el lenguaje
Al inicio de su carrera, del Valle trabajó con sociolingüística histórica, teoría del cambio lingüístico y la historia del Ibero-Romance, con el tiempo, se centró en sociología del lenguaje, sociolingüística crítica, y particularmente en la teoría glotopolítica. Es reconocido por sus aportes a esta última área dentro de la lingüística hispánica. Además, del Valle trabaja temas relacionados con el Español en Estados Unidos desde una perspectiva política, no solo centrándose en la parte histórica, sino también aportando a la discusión política sobre el fenómeno en la actualidad.
En su trabajo se encuentra un amplio análisis de la relación de las instituciones que gestionan la normatividad del idioma con los eventos políticos, centrándose sobre todo en temas de España y Estados Unidos (incluyendo también temas sobre la comunidad latino-estadounidense ), y en la relaciones de España-Estados Unidos y España- América Latina. Por esto último es reconocido como referente para los estudios transatlánticos. En sus contribuciones a la perspectiva glotopolítica sobresalen las relacionadas con ideologías lingüísticas, regímenes de normatividad y la historicidad en el lenguaje. La producción académica del Valle se caracteriza por el trabajo colaborativo y en equipo. En este marco, lideró la fundación del grupo de glotopolítica de CUNY Graduate Center y el Anuario de Glotopolítica.

## Publicaciones y trabajo editorial
José del Valle cuenta con una numerosa lista de publicaciones que van desde un total de más de 100 publicaciones académicas hasta la cofundación del Anuario de Glotopolítica, y numerosos textos de opinión dirigidos al público general. Algunas de sus publicaciones que destacan:  

### Publicaciones editadas y coeditadas

#### Libros
- (2024) Lo político del lenguaje. Travesía por el español y sus malestares. Verba Volant
- (2021). Autorretrato de un idioma: crestomatía glotopolítica del español, coeditado, Lengua de Trapo
- (2016) Historia Política del Español: La Creación de una Lengua. Aluvión.
- (2013). A political history of Spanish: The making of a language. Cambridge University Press. ISBN: 9780511794339
- (2007). La lengua, ¿patria común?: ideas e ideologías del español. Iberoamericana, Vervuert / Iberoamericana. ISBN: 978-8484893066.
- (2004). La batalla del idioma: la intelectualidad hispánica ante la lengua, coeditado con Luis Gabriel-Stheeman. Iberoamericana. ISBN: 978094517927

#### Revistas
Ha participado como editor invitado de:
- (2019). GLOTTOPOL (Université de Rouen) "Langage et luttes sociales dans l´espace hispano-lusophone."[15]
- (2011). Sociolinguistic Studies (5.3).Language beyond the nation: A Comparative Approach to Policies and Discourses
- (2010). Spanish in Context (7.1). Ideologías lingüísticas y el español en contexto histórico, coeditado con Elvira Arnoux.

### Capítulos
- (2007). Glotopolítica, ideología y discurso: categorías para el estudio del estatus simbólico del español. En La lengua, ¿patria común?: ideas e ideologías del español. Iberoamericana Editorial Vervuert, S.L. ISBN: 978-8484893066.
- (2005). La lengua, patria común: Política lingüística, política exterior y el post-nacionalismo hispánico. En Roger Wright y Peter Ricketts (eds.), Studies on Ibero-Romance Linguistics Dedicated to Ralph Penny, Newark [Delaware], Juan de la Cuesta Monographs (Estudios Lingüísticos n.º 7), pp. 391-416.

### Artículos
- (2010). Las representaciones ideológicas del lenguaje: discurso glotopolítico y panhispanismo. En coautoría con Elvira Narvaja de Arnoux. Spanish in context 7(1), 1-24
- (2000). Monoglossic policies for a heteroglossic culture: Misinterpreted multilingualism in modern Galicia. Language & Communication 20,105-132
- (2014). Lo político del lenguaje y los límites de la política lingüística panhispánica. Boletín de Filología 49(2).[16]
- (2014). The politics of normativity and globalization: Which Spanish in the classroom? The Modern Language Journal 98 (1), 358-372

### Artículos de opinión
Algunos ejemplos de sus publicaciones en este género son: 
- (2021). ¿Del estallido a Boric? Traducción de lo intraducible[17]
- (2019). Departments and Disciplinary Gatekeeping: The Sociolinguistics of Spanish in US Academia[18]
- (2018). La política de la incomodidad.[19] Publicada posteriormente como parte del Anuario de Glotopolítica 2.[20]
- (2015). Rebeliones lingüísticas: sacarle la lengua al poder[21]